# Wonderful Copenhagen (film fra 2018)
 For alternative betydninger, se Wonderful Copenhagen. (Se også artikler, som begynder med Wonderful Copenhagen)
Wonderful Copenhagen er en dansk film fra 2018 og den blev instrueret af Bo Tengberg.

## Medvirkende
- Trine Pallesen som Tanja
- Julie Christiansen som Mila
- Bjarne Henriksen som Morten
- Natalie Madueño som Aggi
- Jens Andersen som Carsten
- Sarah Boberg som Helle
- Tom Jensen som Simon
- Casper Sloth som Allan
- Agnieszka Liggett som Olga
- Kirsten Peüliche som Tanjas mor
- Peder Holm Johansen som Erik